# Riverside (película)
Riverside es una película colombiana protagonizada por Diego Trujillo y Lynn Mastio Rice dirigida y producida por Harold Trompetero.

## Sinopsis
Hernando Martínez, un barranquillero de 55 años, emigra a Estados Unidos junto con su esposa Marina Ivanoff, de origen ruso, y se instalan en un barrio privilegiado de Nueva York con vista al parque, pero tras la quiebra tienen que vivir bajo un puente con vista al río Hudson como vagabundos. El resto de la película narra la situación en la que se encuentran y sobre sus ideas de pasar sus últimos años en Colombia.

## Premios y Menciones
Fue la única película colombina invitada al Festival de Cine de Shanghái y participó en el Festival de Cine de Xoaca.
Así mismo, estuvo en el Festival de Cine de La Habana, en el que la temática de reflexión giró en torno al fenómeno de inmigración de latinos a Estados Unidos. Igualmente en 2008, fue escogida para ser proyectada el 11 de septiembre en la ONU por su temática sobre la inmigración. 
- Premio Movie City a Mejor Película Colombiana en el Festival de Cine de Cartagena

## Página Web
- Página oficial

- Datos: Q6109284